# Emily Ratajkowski
Emily O'Hara Ratajkowski (IPA: [ˈɛməli oʊˈhɛrə rætəˈkaʊski]; Londra, 7 giugno 1991) è una supermodella e attrice statunitense.
Nata a Westminster, quartiere di Londra, da genitori statunitensi, e cresciuta in California, raggiunse la fama nel 2013 grazie alla sua apparizione in topless nel video della canzone Blurred Lines di Robin Thicke, singolo che conquistò la prima posizione nelle classifiche musicali di diversi paesi.
Il suo debutto da modella avvenne nel 2015, quando sfilò alla settimana della moda di New York per Marc Jacobs, alla settimana della moda di Parigi per Miu Miu e alla settimana della moda di Milano per Bottega Veneta, Dolce & Gabbana e Versace.
Come creatrice di moda, dopo aver collaborato con diversi designer su alcune collezioni di borse e gioielli, ha creato una propria linea di costumi da bagno, Inamorata.
Come attrice, il suo debutto nelle sale cinematografiche fu nel 2014, con il film L'amore bugiardo - Gone Girl, diretto da David Fincher e interpretato da Ben Affleck. Autodefinitasi femminista, ha ricevuto sia sostegno che critiche per le sue opinioni sull'espressione sessuale.

## Biografia

### Primi anni (1991–2004)
Emily O'Hara Ratajkowski nasce il 7 giugno 1991 a Westminster, quartiere di Londra, unica figlia di Kathleen Anne Balgley, insegnante di letteratura statunitense in Polonia e con un dottorato di ricerca della UCSD, e John David Ratajkowski, pittore e insegnante d'arte. Nel corso dei cinque anni successivi alla nascita della figlia, vissero presso West Kensington e Bloomsbury per poi trasferirsi a San Diego, in California; Ratajkowski venne tuttavia principalmente cresciuta nella vicina Encinitas. Prima di lasciare il Regno Unito all'età di cinque anni, mostrava una predilezione per il teatro e, nel 2004, interpretò Harriet nella produzione del Lyceum Theatre Harriet Potter e il trono di Applewort. Durante la giovinezza, visitò diverse spiagge nudiste in Europa con la sua famiglia: questo la portò ad avere un concetto meno tabù del nudo; in aggiunta a ciò, ebbe modo di venire a contatto con varie figure di nudo femminile a causa del lavoro del padre e di alcuni scatti realizzati da fotografi quali Helmut Newton e Herb Ritts. A corpo svestito, la modella dichiarò di sentirsi a proprio agio:
(Emily Ratajkowski, 2014)

### Inizio di carriera (2005–2012)
Incoraggiata dal proprio insegnante di recitazione, all'età di quattordici anni incontrò un agente di spettacolo che la mise in contatto con l'agenzia di moda Ford Models. Il giorno stesso firmò con tale società, posando in seguito per i cataloghi di Kohl's e Nordstrom. A quindici anni la giovane iniziò a fare delle audizioni per alcune produzioni Disney e per la serie televisiva di Nickelodeon iCarly, venendo spesso scelta per interpretare il ruolo di ragazze dal comportamento negativo o dalla bellezza avvenente; parallelamente al suo lavoro di attrice e modella a Los Angeles, frequentò il liceo San Dieguito Academy di San Diego. Dopo due ruoli cinematografici non accreditati, ottenne nella terza stagione di iCarly il ruolo di Tasha, ragazza di Gibby, salvo poi essere incoraggiata dal proprio manager a essere più selettiva riguardo ai ruoli scelti. In seguito affermò che la sua recitazione fu profondamente influenzata dal test di Bechdel.
Nel 2009 frequentò l'UCLA, dopo un solo anno decide di abbandonare gli studi per dedicarsi a tempo pieno al suo lavoro da modella. Dopo alcune campagne fotografiche ed editoriali realizzati con il fotografo Tony Duran, iniziò a posare per diverse riviste di moda, tra cui il magazine erotico treats!, venendo nell'edizione del marzo 2012 raffigurata in copertina; la modella definì positiva tale esperienza, affermando che grazie a essa poté poi partecipare ad alcuni video musicali caratterizzati da un'elevata qualità. In seguito girò degli spot pubblicitari per l'azienda Nikon e per la catena di fast food Carl's Jr., partecipando per quest'ultima a una serie di scene insieme a Sara Jean Underwood.

### Apparizioni nei video musicali (2013)

Copertina di Blurred Lines, singolo di Robin Thicke

Fu selezionata per apparire in altri video musicali: Fast Car, di Taio Cruz, e Love Somebody, dei Maroon 5. Il video di Love Somebody fu girato il 16 gennaio 2013 e pubblicato il 21 maggio dello stesso anno. Diretto da Rich Lee, mostra Adam Levine a torso nudo mentre spalma della vernice sulla Ratajkowski con le sue mani.
Il successo arrivò nel 2013 con video di Blurred Lines, singolo di Robin Thicke, T.I. e Pharrel Williams. Thicke fu colpito dalla copertina di treats! dove era presente la modella, descritta da Bee Shapiro del New York Times come «una fotografia in bianco e nero realizzata ad arte della signorina Ratajkowski completamente nuda con le ginocchia piegate sul petto», e convinse la regista Diane Martel a darle un ruolo nel video di Blurred Lines. Martel percepiva una Ratajkowski «straordinariamente bella ed intelligente» nello scatto. Inizialmente il ruolo fu declinato dalla modella, la quale temeva di venire successivamente percepita esclusivamente come "modella da video musicale", ma Martel riuscì a convincerla. Il video fu pubblicato il 20 marzo 2013, e successivamente Thicke ne pubblicò una versione esplicita, con la modella in topless.
Il video di Blurred Lines era controverso: definito sessista dalle donne, alcuni giornalisti ritenevano i testi come promotori dello stupro. Altri pareri invece affermarono che i testi sostenevano il potere femminile e la libertà sessuale. Martel lo difese, dicendo che il video «è stato molto, molto divertente, e sobriamente buffo». Lei stessa non riteneva il video sessista, ed affermò che i produttori, attraverso l'uso del sarcasmo, «hanno preso qualcosa che sulla carta poteva sembrare sessista e misogino, e l'hanno reso più interessante». In relazione all'attenzione data alla nudità presente nel video, la modella ritiene che la società reprima la sessualità, il che è un male per entrambi i sessi.
Blurred Lines la rese popolare soprattutto come sex symbol. Nell'ottobre del 2013 fu nominata donna dell'anno dalla rivista Esquire, divenendone vincitrice a discapito di Jennifer Lawrence con il 64,6% dei voti. Nel dicembre dello stesso anno, la rivista Rolling Stone la elencò tra i suoi venti sex symbol più sexy. Ad aprile del 2014, FHM la classificò come quarta donna più sexy del mondo, e la rivista Maxim la incluse al 62º posto nella sua lista Hot 100.
Posò per la copertina di luglio 2013 del Cr Fashion Book, il quale includeva delle scene erotiche con Karlie Kloss ed alcuni modelli fotografati da Bruce Weber. Fu presente anche nella copertina di luglio 2014 del magazine GQ, fotografata da Michael Thompson.

### Il debutto sul grande schermo (2014–2015)

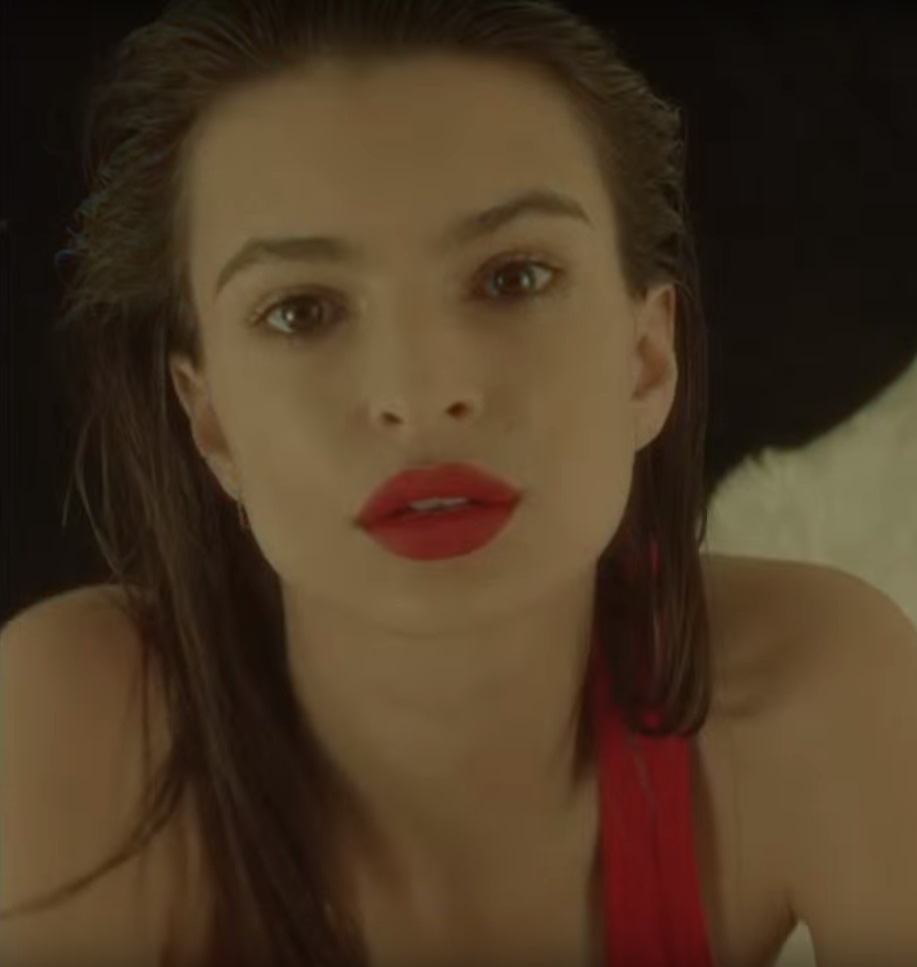
La Ratajkowski fotografata dal magazine Love per il sedicesimo giorno dell'avvento nel 2014

La supermodella sfruttò la sua improvvisa fama per apparire nei ruoli di supporto di film più importanti, come quello di Andie Fitzgerald, l'amante di Nick Dunne (interpretato da Ben Affleck), nel film diretto da David Fincher L'amore bugiardo - Gone Girl. Il quotidiano The San Diego Union-Tribune descrisse la performance della Ratajkowski come «sfumata», mentre Andrew O'Hehir del Salon e Wesley Morris del Grantland scrissero che il piccolo ruolo della modella era fondamentale per il film.
Dopo la parte in L'amore bugiardo - Gone Girl, posò per la copertina di Cosmopolitan del novembre 2014, e poco dopo apparve con Taylor Kitsch nel trailer live-action di Call of Duty: Advanced Warfare. Nel febbraio 2015 fu presente sulla copertina della rivista FHM; successivamente scrisse un tweet dove diceva che la sua foto era stata usata senza il suo consenso. FHM rispose dicendo: «ci sono piaciute così tanto le foto che ne abbiamo incollata una sulla copertina».
Nel 2015 recitò nella commedia Entourage, interpretando una versione romanzata di se stessa. La sua performance ricevette dei commenti critici, i quali la considerano «meno che convincente», e «di un realismo inquietante». Morris di Grantland parlò della sua interpretazione con del sarcasmo tagliente.
Il primo ruolo importante nel mondo del cinema fu di fianco a Zac Efron in We are Your Friends, un musical drammatico del 2015, con il quale prese parte al tour promozionale in Europa e in Nord America. A partire dalla première di Londra, questo tour segnò l'avanzamento della sua carriera come modella e icona di stile. La sua performance come Sophie, ragazza di Efron, ricevette pareri contrastanti. Alonso Duralde del TheWrap descrisse il ruolo come «debole», e lo stesso fece Ty Burr del The Boston Globe, che scrisse che la sua prestazione fosse «notevolmente noiosa», mentre Nell Minow del Beliefnet scrisse che la modella «fa più posa che recitazione». Kyle Smith del New York Post descrisse l'interpretazione come «quietamente estasiante», e Jordan Hoffmann del Daily News come «straordinaria e dolce». Robin Collin del The Daily Telegraph e Morris del Grantland evidenziarono l'abilità della Ratajkowski nel ballo e il suo sex appeal, come visto precedentemente nel video di Blurred Lines.

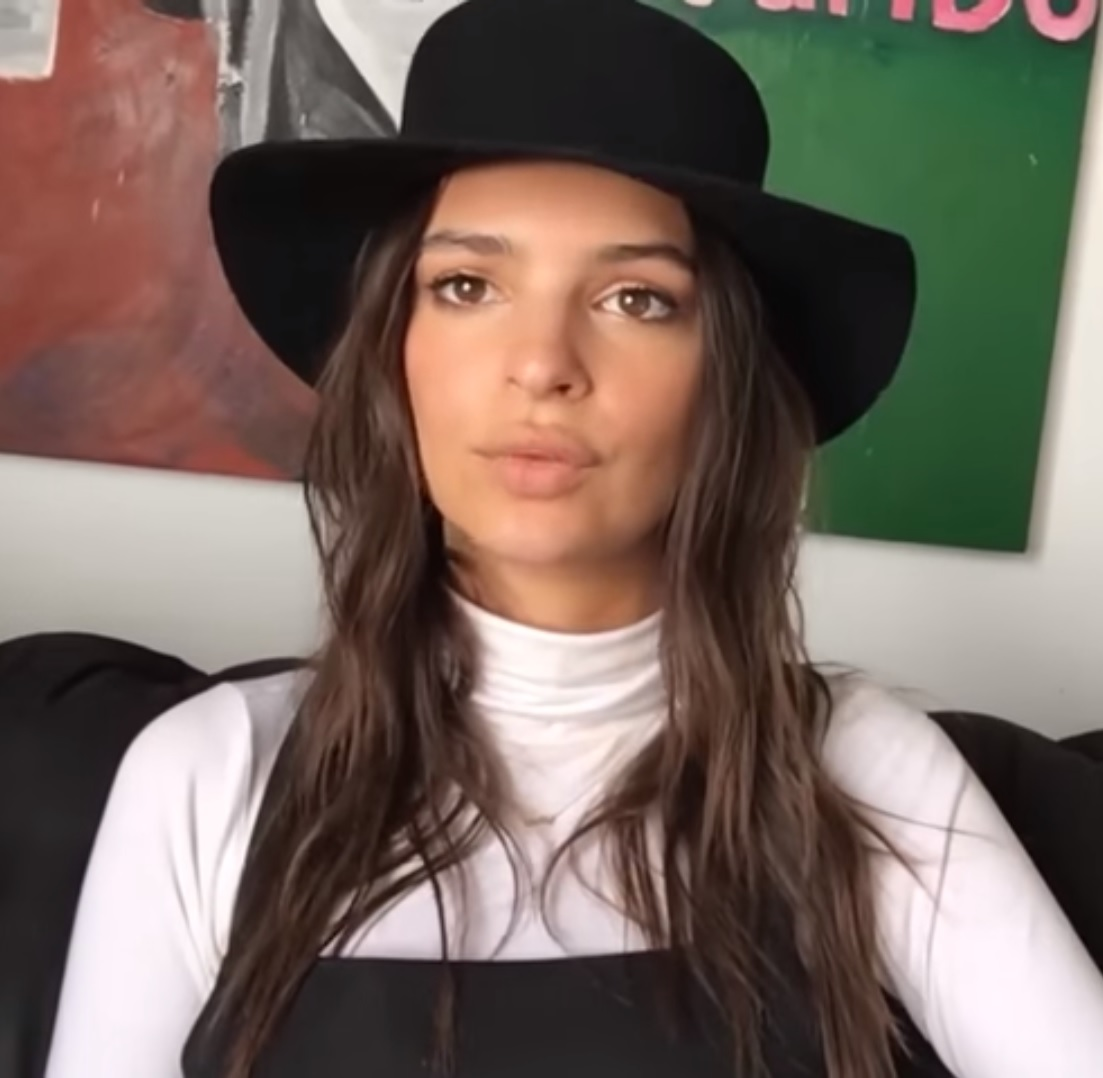
Emily Ratajkowski durante un'intervista per il magazine Love nel 2016

Nello stesso periodo dell'uscita nelle sale di We Are Your Friends, apparve nella prima pagina dei magazine Grazia France, British GQ, harper by Harper's Bazaar, InStyle UK e Instyle Australia, nonché negli MTV Video Music Awards 2015 come presentatrice. La copertina del British GQ fu realizzata da Mario Testino, il quale produsse anche un cortometraggio sulla Ratajkowski per il sito del periodico.

### L'esordio in passerella (2015–2017)
Nel settembre 2015 fece il suo debutto in passerella per Marc Jacobs durante la settimana della moda di New York, per la collezione primavera/estate 2016: questa apparizione contribuì a portarla alla vetta della classifica Vogue delle migliori 12 Breakout Beauty Stars del 2015. Per la stagione autunno/inverno 2016 sfilò alla settimana della moda di Parigi per Miu Miu il 9 marzo 2016. In precedenza, aveva espresso il desiderio di rompere le barriere sociali per le modelle basse e curvy, dichiarando: «voglio essere una modella che va oltre gli stereotipi del corpo perfetto. Non devi essere alta 1,80m e avere una coppa A per essere una modella di successo».
In collaborazione con Odell Beckham, giocatore di football americano, realizzò uno spot pubblicitario della decappottabile Cascada della Buick per sponsorizzare il Super Bowl 50. Lo spot, nel quale la Ratajkowski prese un bouquet simulando una delle ricezioni più popolari di Beckham, ricevette valutazioni nella media secondo USA Today. La ricezione del bouquet fu girata con il supporto di una controfigura. La designer di gioielli losangelina Jacquie Aiche la fece posare per la sua linea di gioielli, facendole indossare solo anelli, collane, pendenti e girocolli. Nel maggio 2016 la modella apparve nel video musicale di Inseparable (Неделимые) del cantante russo Dima Bilan, con quest'ultimo nel ruolo di fotografo.
Fu una delle cinque supermodelle, insieme a Stella Maxwell, Irina Shayk, Lily Aldridge e Rosie Huntington-Whiteley, ad essere apparsa nella copertina di una delle edizioni di agosto di Vogue Germania, e con Joan Smalls e Kate Upton apparve nella copertina di ottobre di Glamour. Successivamente recitò una parte nella prima stagione della serie di Netflix Easy, pubblicata il 22 settembre 2016. Il suo episodio, nel quale impersona un'artista di lifecasting, ricevette recensioni discordanti. Poco dopo, fu giudice ospite dell'episodio del 20 ottobre della quindicesima stagione di Project Runway.
Il 2017 inizia con una foto scattata da Miguel Reveriego, poi copertina di Vogue Spagna. Compare inoltre nelle copertine dell'edizione di marzo di InStyle U.S. e le copertine di maggio di Marie Claire USA e de L'Officiel.
Successivamente promosse il Fyre Festival sul suo profilo Instagram; diverse modelle, tra cui Kendall Jenner e Bella Hadid, seguirono la sua azione, facendo parte a una campagna mediatica volta a sponsorizzare l'evento, rivelatosi un completo fallimento. Secondo quanto riferito, lei sarebbe stata l'unica ad aver usato l'hashtag #ad prima di aver eliminato il post. La Federal Trade Commission dichiarò che #ad è sufficiente solo se posizionato all'inizio del post, e che solo l'hashtag non è un disclaimer sufficiente. Fu presentata una causa legale di seconda classe contro Fyre Media, McFarland, Ja Rule e i promotori di eventi a Los Angeles. L'attore sostenne di aver ingannato i suoi clienti, convincendoli a partecipare al festival pagando più di 400 influencer per promuoverlo. Le parti furono accusate di violazione di contratto, falsa dichiarazione e frode.

### LaEmily By The Kooplese il ritorno nel cinema (2017–)

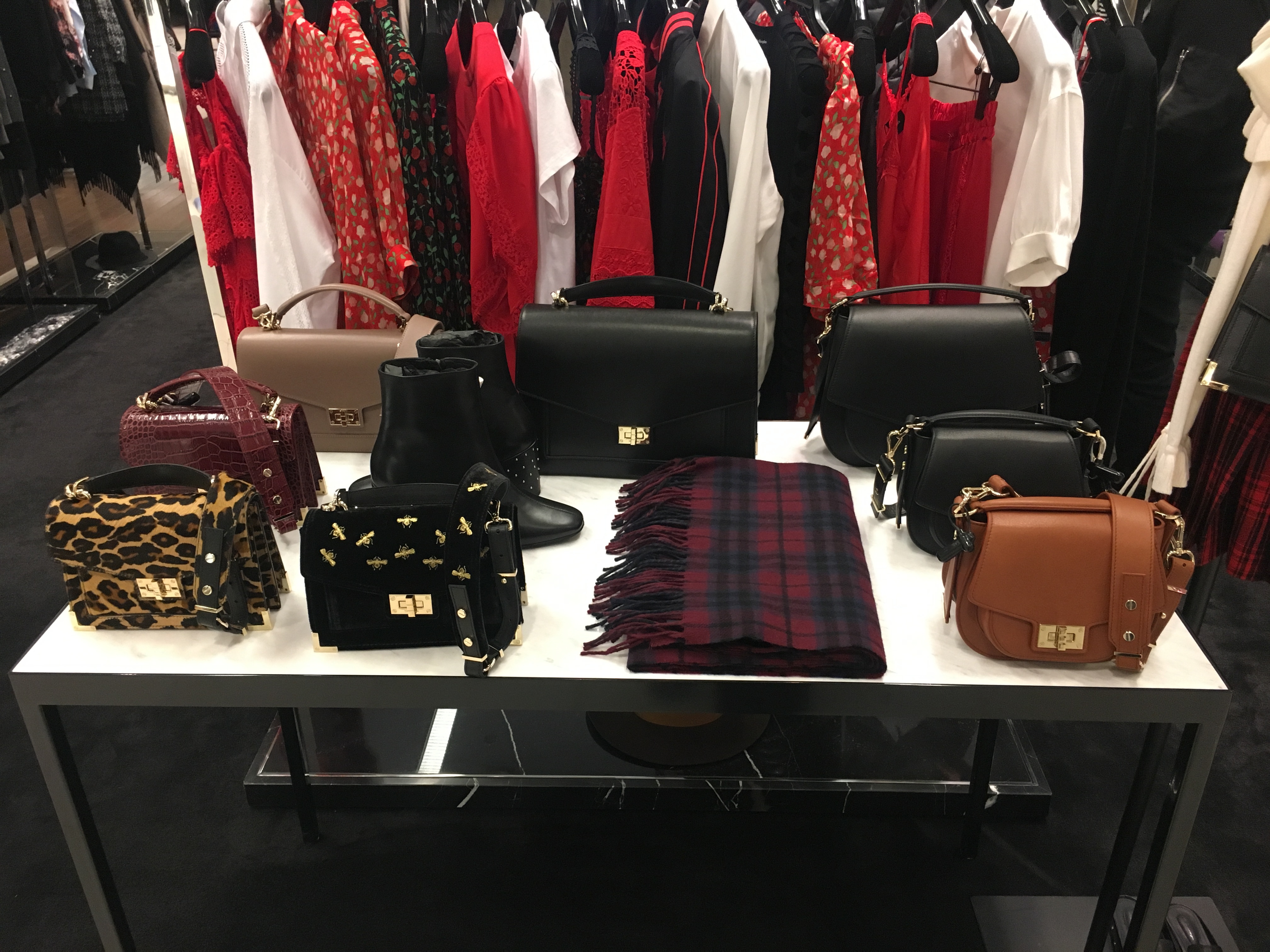
Borse della linea "Emily By The Kooples" esposte al Bloomingdale's a 900 North Michigan

Nel marzo 2017, diventò il volto di DKNY, e ad agosto anche di DL1961 e The Frye Company. Nel mese di luglio, dopo aver posato per la collezione autunno 2017 del marchio di moda The Kooples, fu ingaggiata dall'azienda francese per progettare una linea di borse, la The Emily Bag, disponibile in tre diverse taglie e con 38 varianti diverse. Le borse sono interamente fabbricate in Italia e rappresentano la prima esperienza di The Kooples in fatto di borse. Successivamente, sempre nello stesso mese, fu protagonista delle copertine di agosto di Allure e British Glamour, così come per il magazine Love, dove comparve in un nudo fotografato da Patrick Demarchelier.
Recitò la parte di Jessica Weintrub, la protagonista femminile al fianco di Spencer Boldman, nel film Cruise, scritto e diretto da Robert Siegel. Fece poi parte del cast del thriller In Darkness, insieme a Natalie Dormer, Ed Skrein e Stacy Martin, e Welcome Home - Uno sconosciuto in casa, insieme ad Aaron Paul. Il 23 settembre 2017 sfilò per Bottega Veneta alla settimana della moda di Milano. Più tardi in quel mese, confermò la sua partecipazione nel film L'arte della truffa: per entrare nel personaggio, dovette prendere lezioni di francese e italiano. Il 1º novembre, il rapper statunitense Tyga pubblicò un video teaser non ufficiale del suo singolo Tequila Kisses in cui compariva la modella che, di conseguenza, fu presente anche nel video bonus del singolo di Tyga. Tuttavia, il 4 novembre, il rapper statunitense rimosse il video dal web, in seguito delle lamentele della supermodella secondo cui il video proveniva da un lookbook realizzato con Philip Lopez nel 2013. Il 9 novembre, Harper's Bazaar UK pubblicò un articolo sull'imminente inaugurazione della Ratajkowski della propria linea di costumi da bagno dopo l'acquisto da parte dell'Emrata Holdings LLC del marchio Inamorata. La settimana successiva fu messa in vendita la prima collezione, composta da tre bikini e tre costumi interi.
Nel gennaio 2018 posò per Inez e Vinoodh, una coppia di fotografi nederlandesi, come nuova ambasciatrice di Kérastase. A marzo 2018, lanciò la sua prima campagna di fragranze come volto di Paco Rabanne Parfum; l'8 aprile, vinse il premio di modella dell'anno del Daily Front Row. Nello stesso anno recitò insieme ad Amy Schumer nella commedia Come ti divento bella!: il suo ruolo fu definito «centrale» da Bryan Alexander, critico di USA Today. Il 29 marzo 2018 fu scelta per il cast della fiction TV NBC Bright Futures. La serie fu inizialmente comparata alle sit-com Friends e How I Met Your Mother; tuttavia, lo spettacolo non fu incluso nella programmazione NBC 2018-2019. Comparve nella copertina dell'edizione di giugno di Marie Claire. Progettò poi la collezione di gioielli a tema mitologico "EmRata x Spinelli Kilcollin", lanciata da Spinelli Kilcollin il 30 maggio al Barneys, con prezzi a partire da $6.000. Il 21 settembre 2018, sfilò alla settimana della moda di Milano per Versace e Dolce & Gabbana. Il 2019 inizia con la comparsa nella copertina dell'edizione di gennaio di Vogue Australia.

## Vita privata
Nel settembre 2014, fu una delle numerose vittime del furto di foto di celebrità..
Nel dicembre dello stesso anno, Us Weekly confermò la relazione tra la supermodella statunitense e il produttore musicale Jeff Magid: la coppia si separò ad inizio 2018. Il 23 febbraio 2018, annunciò sul suo profilo Instagram di essersi sposata in segreto con l'attore statunitense Sebastian Bear-McClard, suo fidanzato da diverse settimane. L'11 marzo 2021 annunciò sempre attraverso Instagram di essere diventata madre di Sylvester Apollo.
Raccolse fondi, fece annunci e realizzò un cortometraggio per promuovere la salute riproduttiva e sessuale come portavoce di Planned Parenthood. La modella afferma di godere della libertà di espressione sessuale e si dichiara femminista. Amanda Hess di Slate si chiese «se Ratajkowski è realmente una femminista, oppure un'opportunista che sfrutta il femminismo a suo favore».
Alla vigilia delle primarie democratiche del New Hampshire del febbraio 2016, parlò ad una manifestazione pro Bernie Sanders, sostenendo la sua campagna elettorale. Uno dei punti cardine del suo discorso, e della sua attività sui social media che lo circonda, fu quello di contrastare l'affermazione di Gloria Steinem secondo cui le giovani donne sostenitrici di Sanders erano coinvolte nella campagna elettorale solo per incontrare dei potenziali partner.

## Immagine
Fu spesso inserita in classifiche o sondaggi che classificavano in base a bellezza o stile. Maxim la inserì nella sua Hot 100 nel 2014 e 2015, AskMen la classificò tra le donne più desiderate del 2014 e 2016 e FHM la inserì tra le donne più sexy del 2014 e 2015. La supermodella fu elogiata anche per il suo stile: inserita nella seconda posizione nella Best Dressed List di Vogue Italia, Harper's Bazaar la collocò in cima alla classifica dei migliori abiti della settimana della moda di New York 2016. Nelle recensioni di We Are Your Friends, Richard Roeper del Chicago Sun-Times e Wesley Morris di Grantland le asserirono che, recitando la parte dell'amante attraente, non riuscì a dimostrare la sua abilità nella recitazione.
Autodefinitasi femminista, ha ricevuto sia sostegno che critiche per le sue opinioni sull'espressione sessuale affermando che «le donne possono esprimere la propria sessualità e condividere il proprio corpo come preferiscono». Il 16 febbraio 2016, descrisse la pressione subita da giovane sulla sua sessualità e i suoi pensieri sull'emancipazione sessuale femminile in una lettera mandata alla newsletter femminista Lenny Letter di Lena Dunham. La lettera ricevette sia critiche positive, come Georgia Simmonds di Marie Claire, che disse «La Ratajkowski possiede l'autosufficienza per definire l'espressione della sua sessualità e del suo corpo», o Allie Jones del periodico New York la definì «la migliore celebrità femminista». Ma ci furono anche diverse critiche negative come quelle di Piers Morgan, secondo cui il femminismo della Ratajkowski era un affronto mal indirizzato al vero femminismo, definendolo uno sproloquio pseudo-femminista, e che il femminismo come era inteso originalmente non esistesse più. Charlotte Gill di The Independent mise in dubbio il femminismo della modella, affermando che le sue attività professionali «hanno continuato a sostenere industrie che ci trattano come pezzi di carne».
Nell'agosto 2016, diventò la portavoce di Amore + Sorvete, una linea di costumi da bagno australiana. Secondo un articolo del New York Post, 71 polaroid scattate da Jonathan Leder furono stampate in una pubblicazione di Imperial Publishing e messe in una mostra a New York nel febbraio 2017. Il 30 novembre, la supermodella twittò di essere stata inserita in un libro fotografico senza il suo consenso. Il New York Post notò che la modella aveva affermato che le foto dovevano essere utilizzate in una rivista d'arte, mentre USA Today notò che la modella aveva esitato a protestare perché non voleva fare pubblicità a Leder.

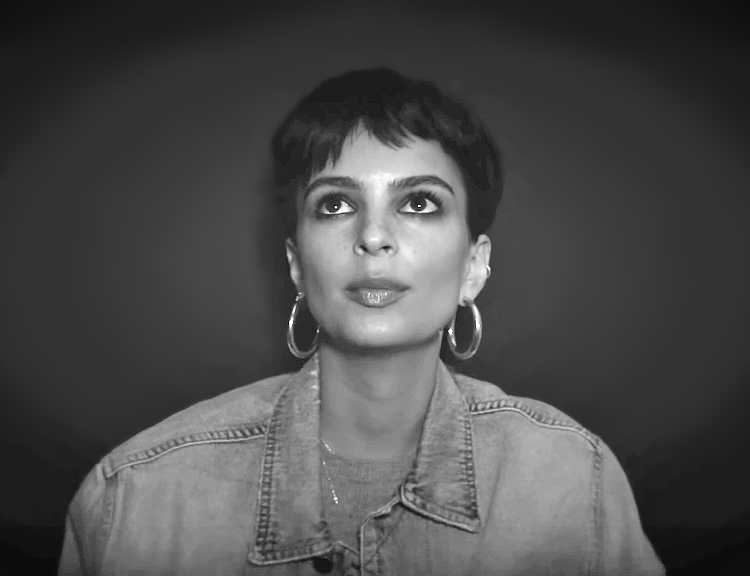
Emily Ratajkowski dietro le quinte di un video per il magazine Love, nel luglio 2017

Nel settembre 2017, contestò l'editing delle foto per la copertina di Madame Figaro, in uscita il 16 settembre con Le Figaro. Vogue USA pubblicò un articolo il mese successivo per denotare la sua «eccellenza stilistica».
A maggio 2019, pubblica una foto su Instagram in cui è nuda come protesta per la legge anti-aborto dell'Alabama, dichiarando:
(Emily Ratajkowski sulla legge anti-aborto, 2019)
Per la copertina di agosto di Harper's Bazaar UK, posò con le ascelle non depilate, per «esprimere la volontà della donna di essere ciò che vuole essere nel modo più variegato possibile». I suoi seguaci si divisero: in molti non apprezzarono la foto, descrivendo il tentativo «disgustoso» e «poco femminile»; altri invece elogiarono il suo gesto, in quanto «usa il suo privilegio per combattere per la libertà personale e distruggere i dogmi sulla bellezza».

## Agenzie
Le agenzie da cui è rappresentata sono:
- DNA Models – New York
- Viva Paris – Parigi
- Viva London – Londra
- Viva Barcelona – Barcellona

## Campagne pubblicitarie
- Buick (2016)
- Call of Duty: Advanced Warfare (2014)
- DKNY (2017–2018)
- DL1961 (2017–2018)
- Express (2016)
- Express Holiday (2019)
- Jason Wu (2016)
- Kérastase (2018–2019)
- Paco Rabanne (2018)
- The Kooples (2017)
- Twinset (2017)
- Yamamay (2014)

## Filmografia

### Cinema
- L'amore bugiardo - Gone Girl (Gone Girl), regia di David Fincher (2014)
- Entourage, regia di Doug Ellin (2015)
- We Are Your Friends, regia di Max Joseph (2015)
- Cruise, regia di Robert Siegel (2018)
- In Darkness - Nell'oscurità (In Darkness), regia di Anthony Byrne (2018)
- Come ti divento bella! (I Feel Pretty), regia di Abby Kohn e Marc Silverstein (2018)
- Welcome Home - Uno sconosciuto in casa (Welcome Home), regia di George Ratliff (2018)
- L'arte della truffa (Lying and Stealing), regia di Matt Aselton (2019)

### Televisione
- iCarly – serie TV, episodi 3x03-3x12 (2009-2010)
- The Spoils Before Dying – miniserie TV (2015)
- Easy – serie TV, episodio 1x05 (2016)
- La pazza storia del mondo, Parte II (History of the World, Part II) – serie TV, episodio 1x08 (2023)

### Videoclip
- Fast Car – Taio Cruz (2012)
- Love Somebody – Maroon 5 (2013)
- Blurred Lines – Robin Thicke ft. T.I. e Pharrell Williams (2013)
- Inseparable – Dima Bilan (2016)

## Doppiatrici italiane
Nelle versioni in italiano dei suoi film, Emily Ratajkowski è stata doppiata da:
- Valentina Mari ne L'amore bugiardo - Gone Girl
- Laura Facchin in Entourage
- Valentina Favazza in We Are Your Friends
- Renata Bertolas in iCarly
- Giorgia Brasini in Easy
- Elena Perino in Come ti divento bella!
- Emanuela Damasio in Welcome Home
- Elisa Giorgio ne L’arte della truffa